# Bonelliida
Bonelliida är en klass av djur. Bonelliida ingår i fylumet skedmaskar och riket djur.
Klassen innehåller bara ordningen dummy 3000075.

## Bildgalleri

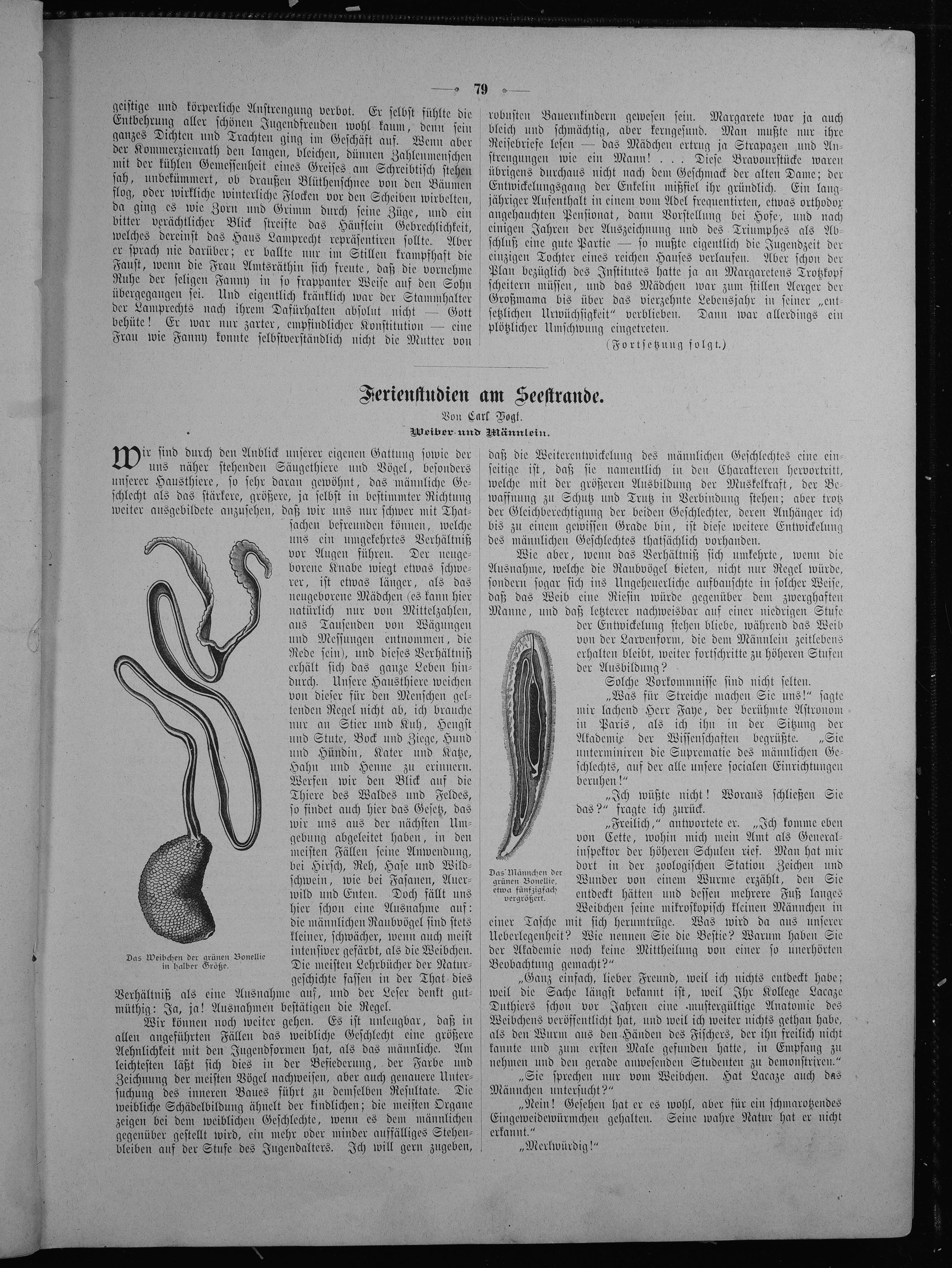
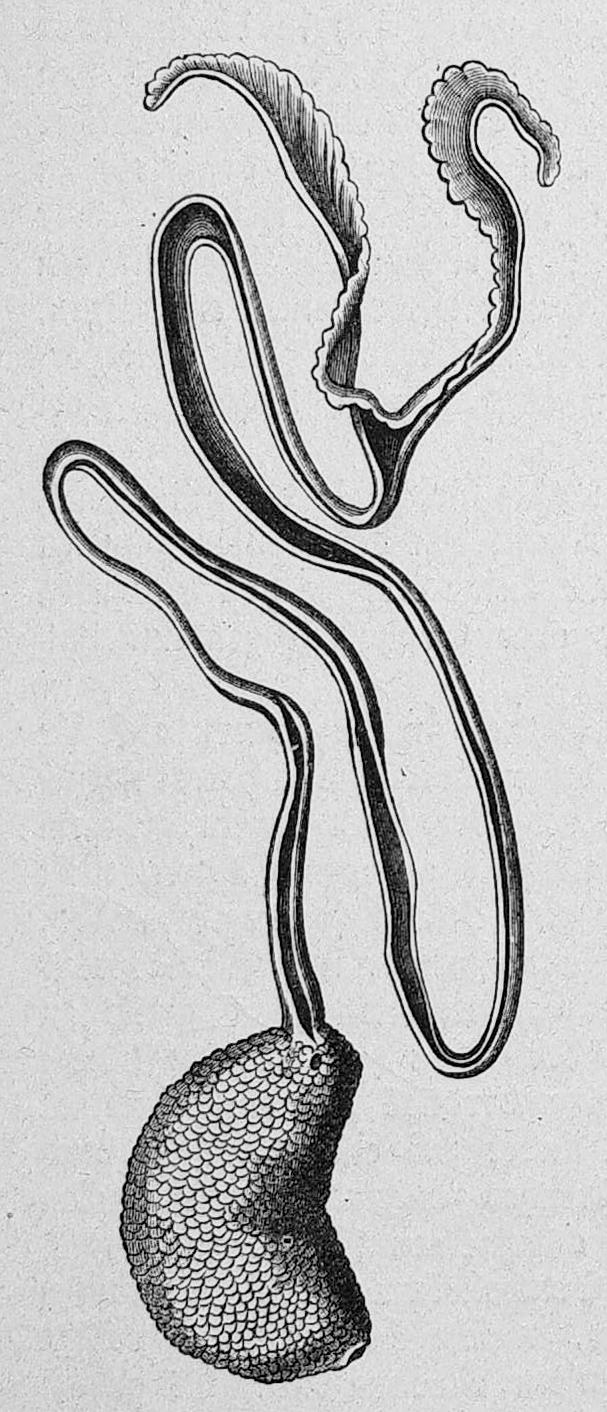
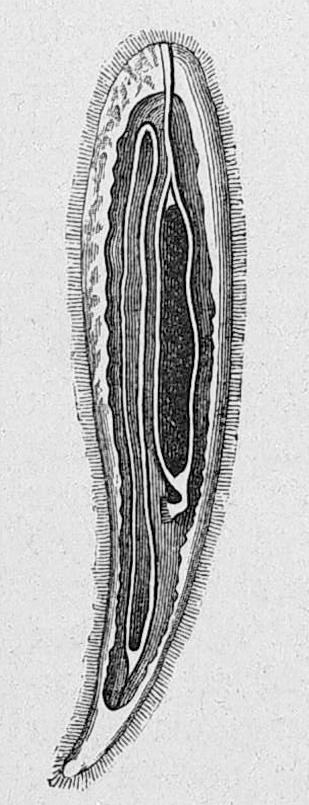
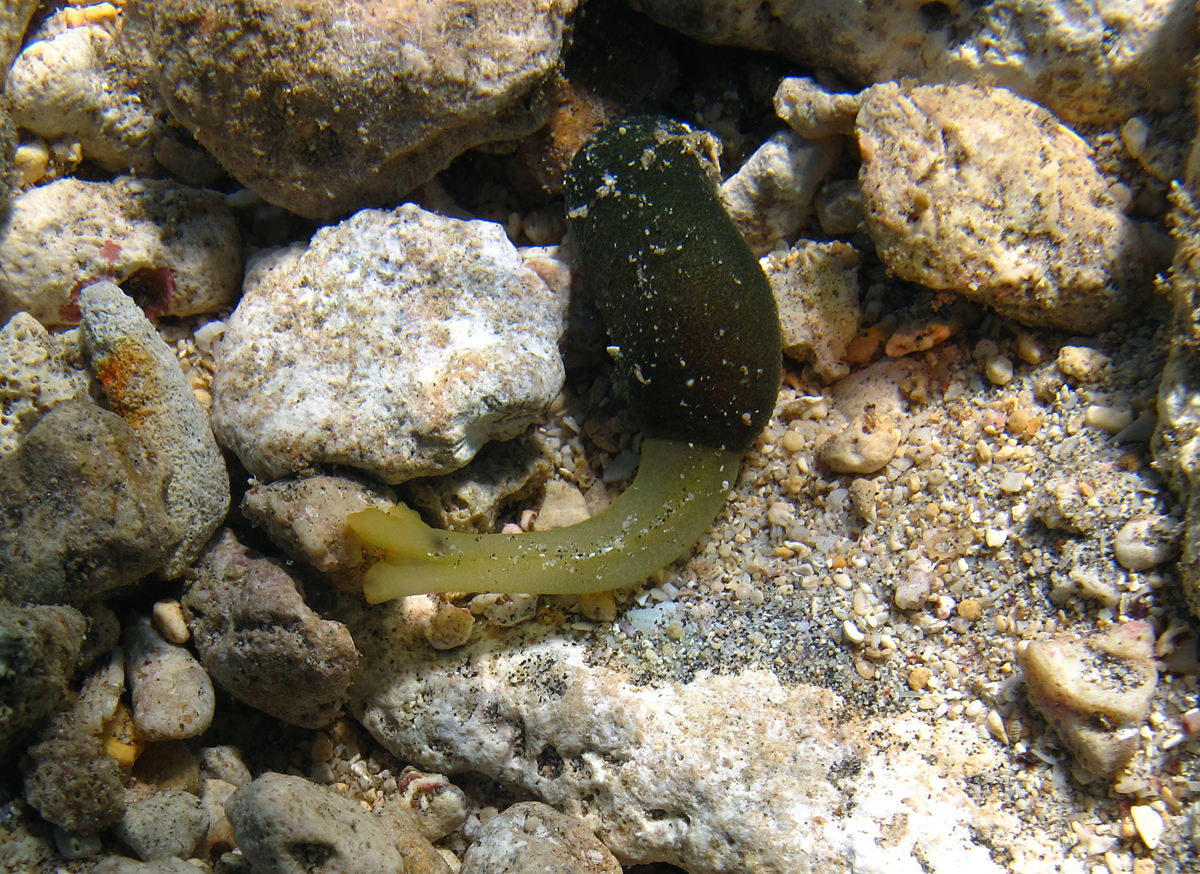
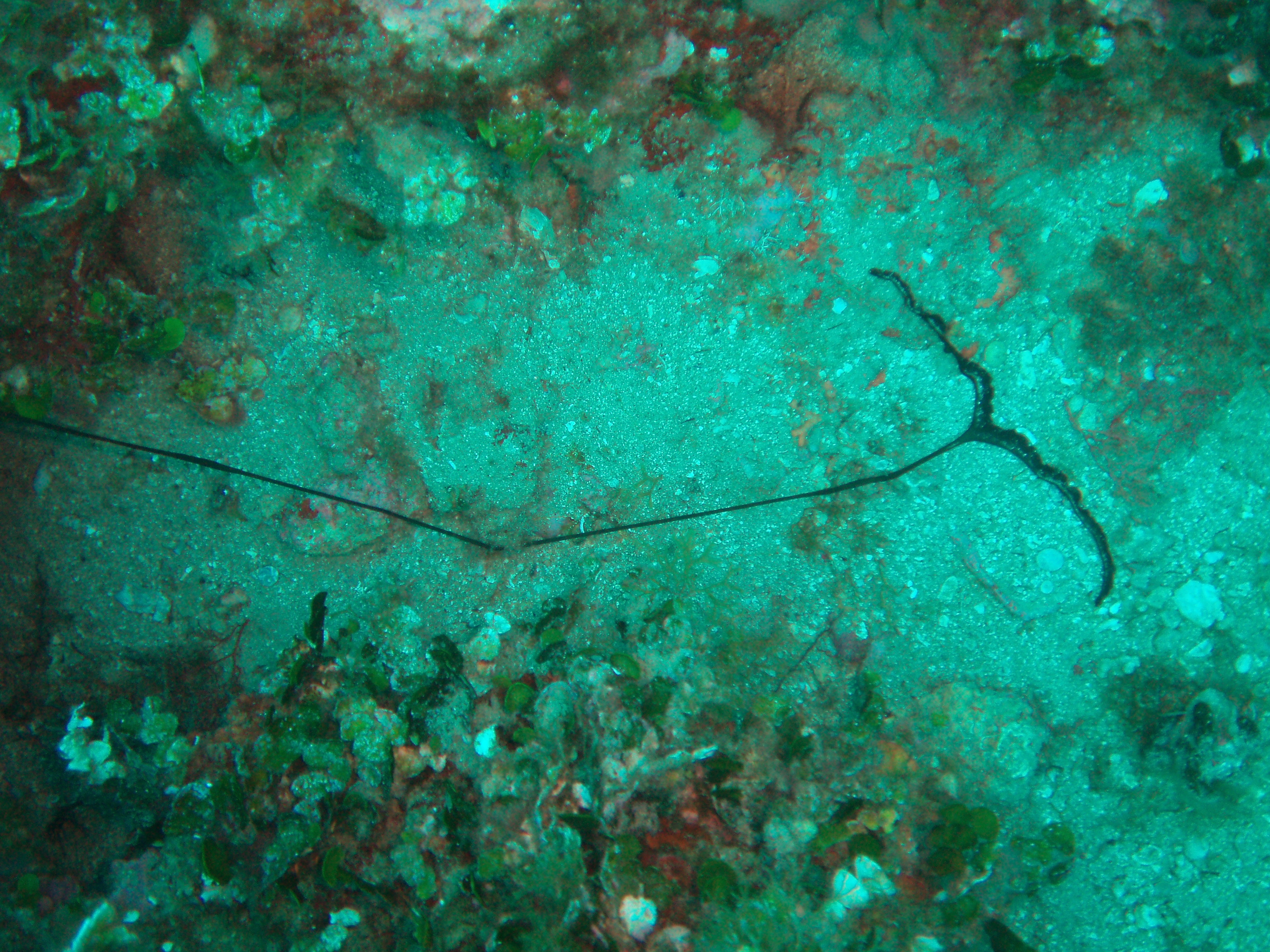
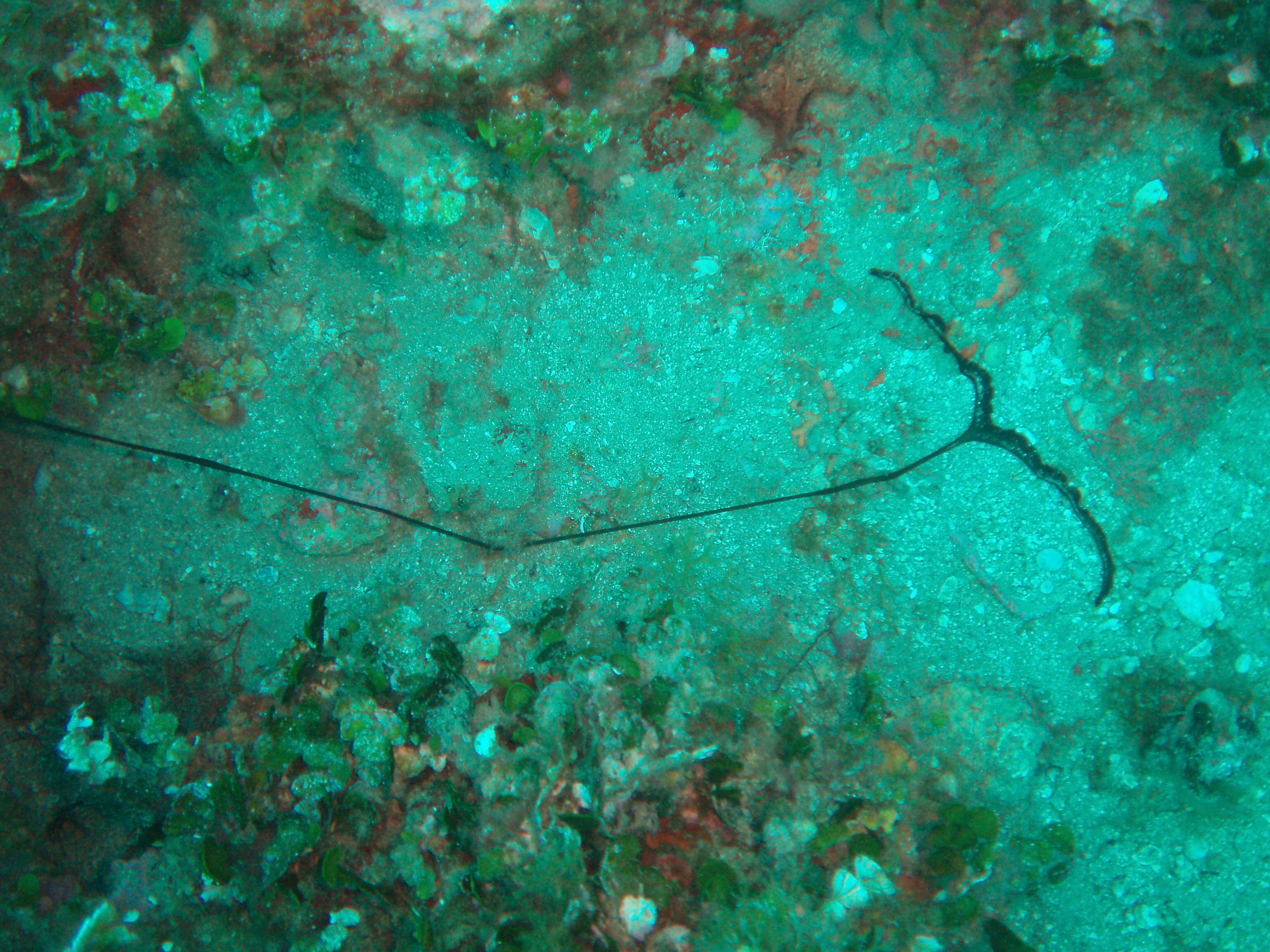